# Еди Чарлтън
Еди Чарлтън (на английски: Eddie Charlton) е професионален играч на снукър от Австралия. Той е смятан за най-добрия австралиец в историята на снукъра.
Еди Чарлтън е роден в Нов Южен Уелс, Австралия през 1929 г. в семейството на спортисти. Той и неговит брат Джим от малки започват да се занимават зс различни спортове. По-късно Джим също се занимава професионално със снукър и билярд, но никога не става един от най-добрите за разлика от Еди. Преди да стане професионален играч на снукър Еди Чарлтън се занимава с футбол, крикет и бокс, но в крайна сметка се насочва към снукъра. През 1956 г. Еди пробягва известно разстояние с олимпийската факла, предназначена за Олимпийските игри в Мелбърн.
Еди Чарлтън става професионален играч на снукър през 1963 г., когато е на 34-годишна възраст. Още през следващата година той печели Австралийското професионално първенство по снукър. През следващите 20 години той печели 19 пъти тази титла. Еди Чарлтън е смятан за най-успешния играч на снукър от Австралия. Той прекарва на трето място в световната ранглиста 5 поредни сезона. Интересно е, че това се случва в първите пет години, през които ранглистата се използва (от сезон 1976/1977). Еди Чарлтън никога не печели състезание от световната ранкинг система, но се задържа на трето място, тъй като през първите години от създаването на ранглистата единственото състезание, което дава точки за нея е Световното първенство. През 1972, 1973 и 1980 г. Еди Чарлтън става победител в състезанието организирано от BBC, Пот Блек. Победите му в Пот Блек го правят много добре известен на телевизионните зрители.
Чарлтън е много добър играч на билярд и два пъти играе срещу Рекс Уилямс за световната титла по билярд (през 1974 и 1976 г.), но и двата пъти е победен. През 1984 г. отново достига до финал но е победен от Марк Уайлдман.
Еди Чарлтън прекратява професионалната си кариера в снукъра през 1995 г. Умира на 7 ноември 2004 г. след операция.